# Let's Dance (album van David Bowie)
Let's Dance is het vijftiende studio-album van David Bowie. Het verscheen in april 1983 en bracht drie hits voort; China Girl, Modern Love en de leidende titelsong die de nummer 1-positie in de Nederlandse Top 40 behaalde. Let's Dance werd in Nederland het derde bestverkochte album van 1983. Producer Nile Rodgers was van grote invloed op de totstandkoming van dit album waaraan Chic-collega Bernard Edwards en bluesgitarist Stevie Ray Vaughan hun medewerking verleenden.

## Tracklist
- Alle nummers geschreven door Bowie, tenzij anders genoteerd.

1. "Modern Love" – 4:46
2. "China Girl" (Bowie, Iggy Pop) – 5:32
3. "Let's Dance" – 7:38
4. "Without You" – 3:08
5. "Ricochet" – 5:14
6. "Criminal World" (Peter Godwin, Duncan Browne, Sean Lyons) – 4:25
7. "Cat People (Putting Out Fire)" (tekst: Bowie, muziek: Giorgio Moroder) – 5:09
8. "Shake It" – 3:49

Bonustrack op heruitgave 1995
1. "Under Pressure" (Bowie, Freddie Mercury, Brian May, Roger Taylor, John Deacon) – 4:01